# Легенда о Карасу
„Легенда о Карасу” је југословенски ТВ филм из 1974. године. Режирао га је Јован Коњовић а сценарио је написао Станко Томашић.

## Улоге
| Глумац                   | Улога |
| ------------------------ | ----- |
| Марина Кољубајева        |       |
| Милан Цаци Михаиловић    |       |
| Воја Мирић               |       |
| Милан Пузић              |       |
| Рената Улмански          |       |
| Младен Млађа Веселиновић |       |